# شی جیالو
شی جیالو (انگلیسی: Shi Jialuo؛ زادهٔ ۲۵ ژانویهٔ ۱۹۹۳) شمشیرباز اهل چین است. وی در بازی‌های المپیک تابستانی ۲۰۱۶ شرکت کرده‌است.